# Cestrum ochraceum
Cestrum ochraceum är en potatisväxtart som beskrevs av Francey. Cestrum ochraceum ingår i släktet Cestrum och familjen potatisväxter. Inga underarter finns listade i Catalogue of Life.